# Daihatsu Wake
El Daihatsu Wake (ダイハツ・ウェイク, Daihatsu Ueiku) és un kei car o vehícle lleuger amb portes corredisses produït pel fabricant d'automòbils japonés Daihatsu. El model té com a origen els prototips Deca Deca presentats als Salons de l'Automòbil de Tòquio de 2009 i 2013. La seua producció i comercialització començà el 10 de novembre de 2014.

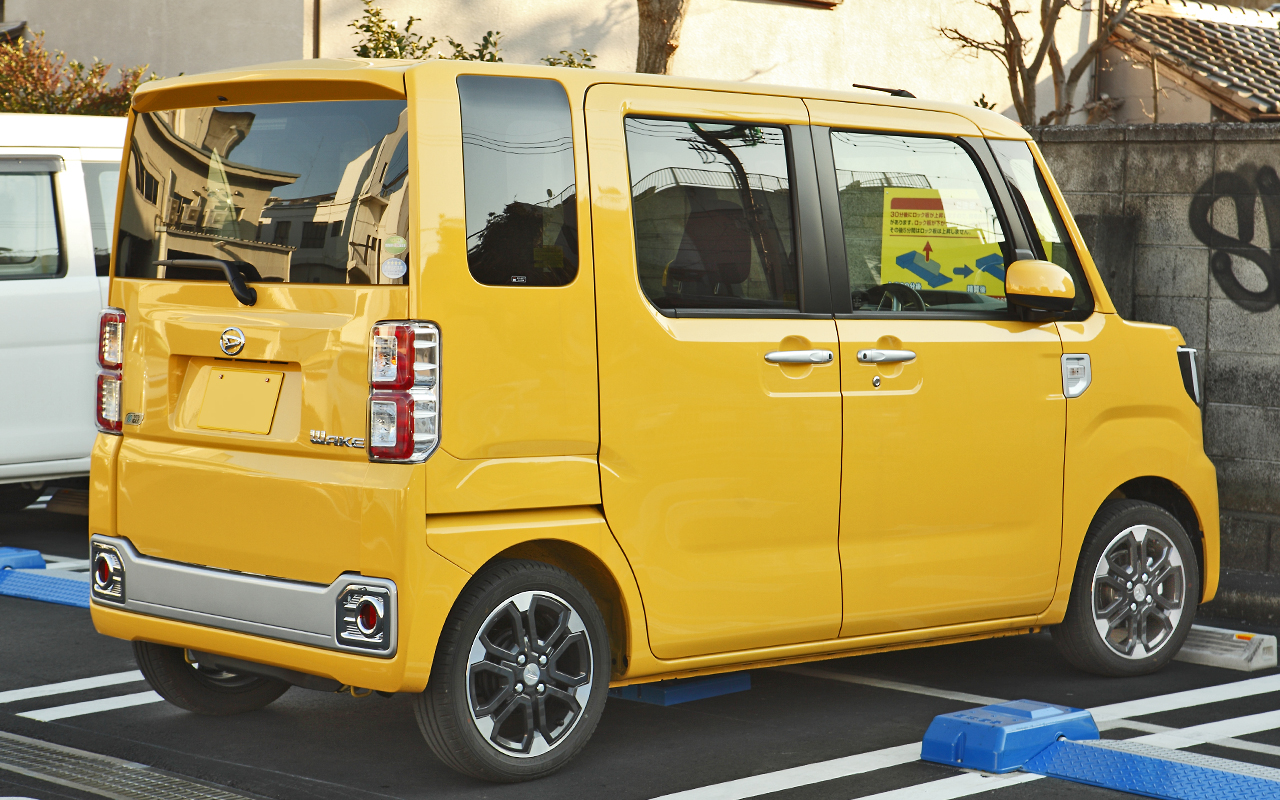
Wake

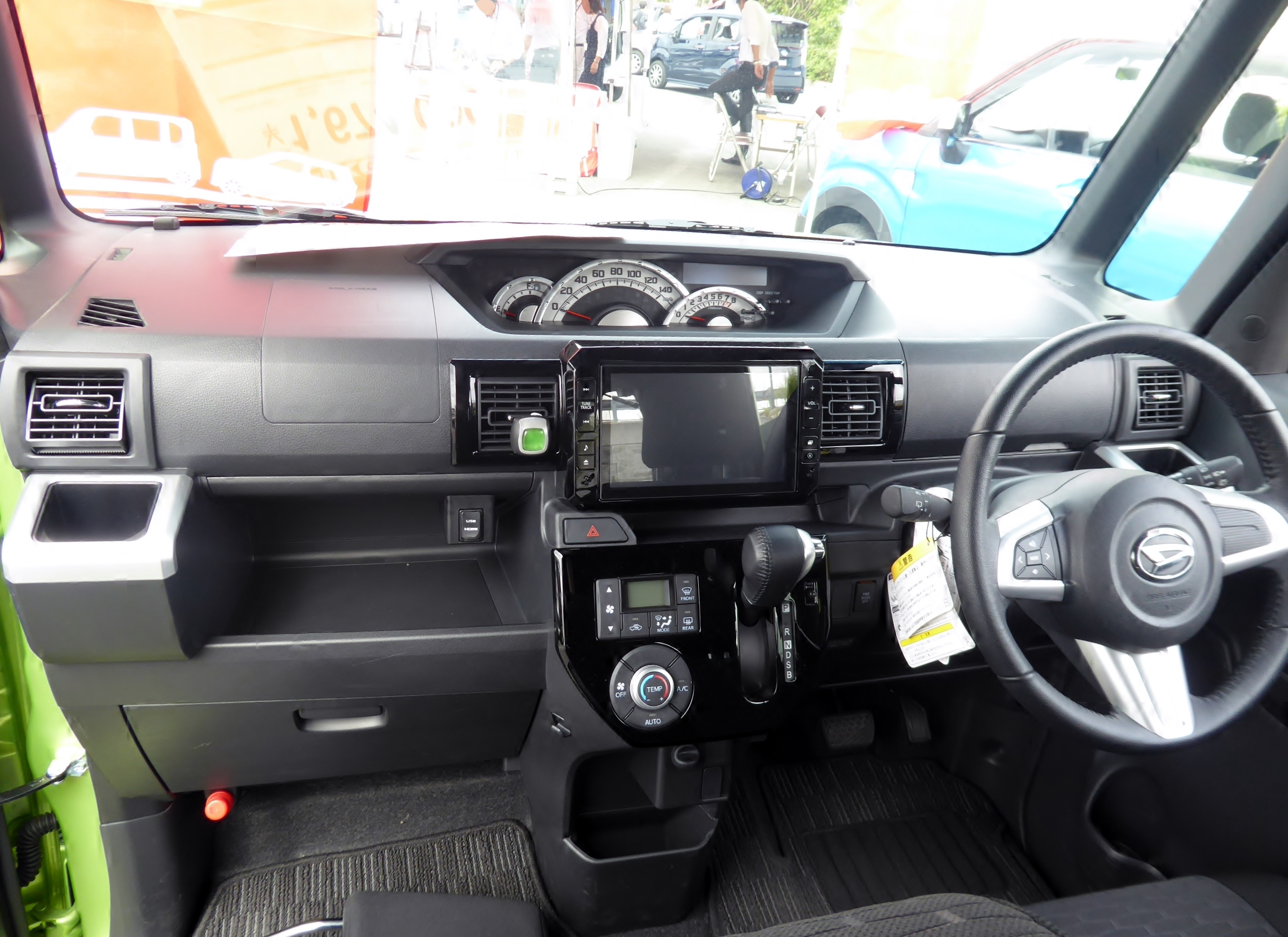
Interior

El Wake equipa un motor tricilíndric de 658 centímetres cúbics atmosfèric o amb turbocompressor i amb una única transmissió automàtica CVT. Segons opció, pot equipar tracció al davant o a les quatre rodes. Amb una alçada total de 1.455 mil·límetres és el kei car més alt actualment (2021) al mercat. Daihatsu publicà que el consum mitja del Wake és de 3,94 litres per quilòmetre per hora.
Toyota també comercialitza el model amb el nom de Toyota Pixis Mega com ja passa amb altres models de la Daihatsu. També va existir una versió comercial amb lleugers canvis estètics i més bàsica anomenada Daihatsu Hijet Caddie i que fou comercialitzada entre els anys 2016 i 2021.